# Abbaye Saint-Orens de Larreule
Ne doit pas être confondu avec Abbaye Saint-Pierre de Larreule.
Pour les articles homonymes, voir Larreule.

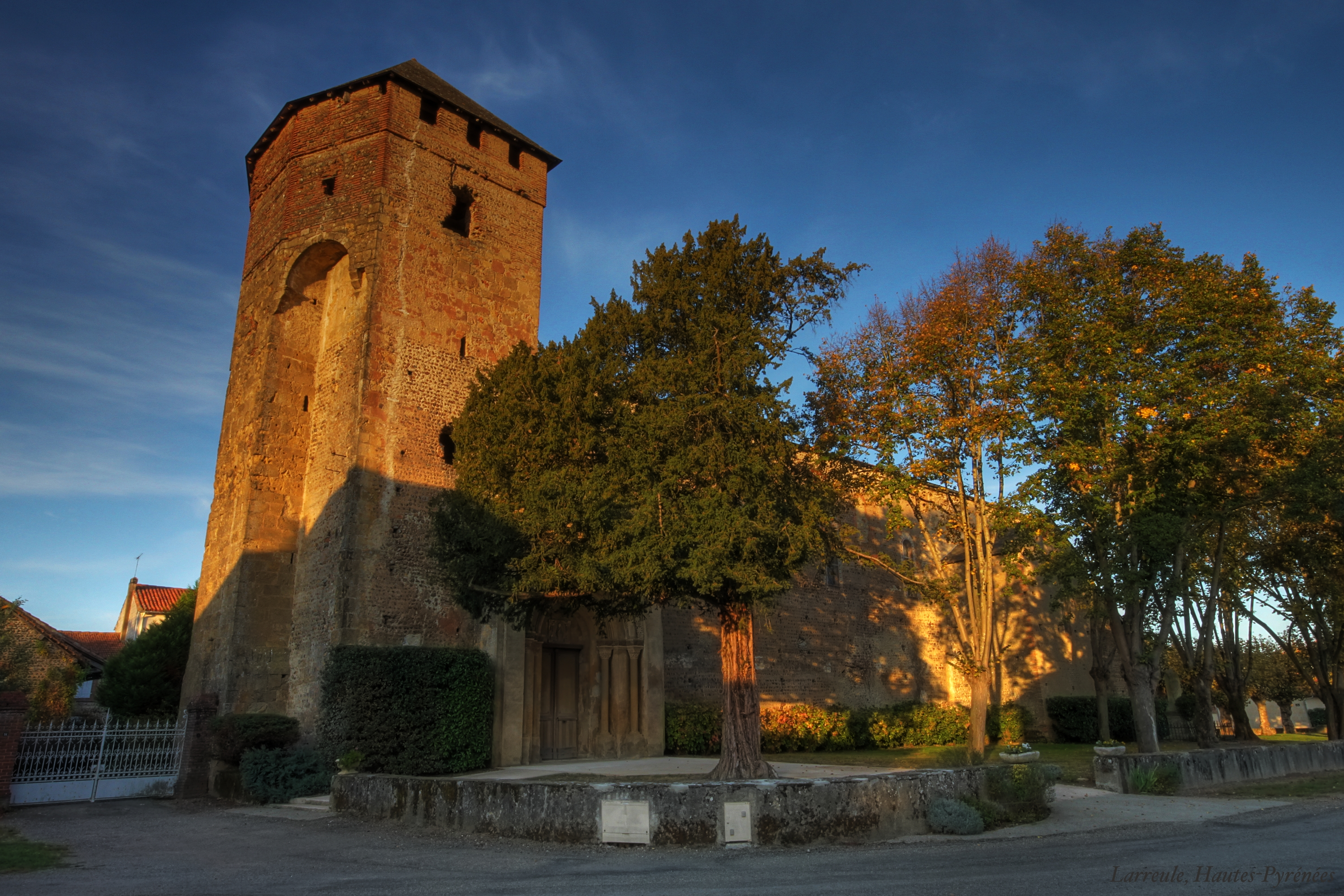
Église, Larreule

L’abbaye de Larreule dans les Hautes-Pyrénées était une abbaye bénédictine vraisemblablement fondée au début du XIe siècle par le vicomte de Montaner Odon Ier. Elle fut ravagée en 1569 durant les guerres de Religion et sa communauté fut définitivement dispersée en 1740.

## Origines de l'abbaye
Selon le Gallia Christiana, l'abbaye aurait été fondée par le vicomte de Montaner Odon Ier (mort en 1010), fils du comte de Bigorre Dadon Ier, à l'époque où son neveu Louis Ier (956 - mort en 1000 ou 1009) était comte de Bigorre et Bernard Ier évêque de Tarbes, ce qui semble correspondre au tout début du XIe siècle.
Le monastère se trouvait sur le tracé du GR 101 en continuité de la Via Tolosana, un des quatre chemins en France du pèlerinage de Saint-Jacques-de-Compostelle.
L'église abbatiale qui subsiste encore aujourd'hui fut édifiée au XIe siècle et voûtée au XIIe siècle.

## Histoire postérieure
En 2017 une étude du cartulaire de l'abbaye (Xe-XIIe s.) a été publiée.
En 1569, l'abbaye fut ravagée par les troupes protestantes de Gabriel Ier de Montgomery.
Elle fut définitivement fermée en 1740.

## État actuel
L'abbatiale Saint-Orens, aujourd'hui église paroissiale de Larreule, est encore conservée.
Les bâtiments claustraux furent détruits au début du XIXe siècle et leurs vestiges dispersés. Des chapiteaux et sculptures sont ainsi visibles au Jardin Massey à Tarbes, au Cleveland Museum of Art et au The Cloisters de New-York (Trie Cloister). 
Un chapiteau géminé de marbre blanc du XVe siècle représentant le baptême du Christ supporte les fonts baptismaux dans l'église et provient également du cloître. Il est classé monument historique.
Certains anciens bâtiments conventuels auraient été reconvertis en maisons privées.